# Camillo Federici
Camillo Federici (Garessio, 9 aprile 1749 – Padova, 23 dicembre 1802) è stato un drammaturgo e attore teatrale italiano, il cui vero nome era Giovanni Battista Viassolo.

## Biografia
Compì studi di diritto a Torino, ma mostrò ben presto una predilezione per la letteratura e per il teatro: il favore che accolse le sue prime prove lo spinse a intraprendere la carriera di attore e drammaturgo, e ottenne numerosi ingaggi in questa duplice veste per varie compagnie. Prese lo pseudonimo di Camillo Federici dal titolo di una delle sue prime opere, Camillo e Federico.
Nel 1777 si sposò e poco dopo si ritirò dal palcoscenico, per dedicarsi esclusivamente alla scrittura. Si stabilì a Padova; la fama delle sue commedie si diffuse rapidamente in tutta Italia: la maggior parte dei suoi lavori apparteneva al genere del melodramma, e col tempo la vena inventiva si impoverì, sebbene Federici avesse recepito alcune delle coeve novità introdotte nella letteratura tedesca da autori come Schiller, Iffland e Kotzebue.
Alcuni lavori rurono scritti in collaborazione con il figlio Carlo
Nel 1791 si ammalò gravemente e per diversi anni non fu in grado di lavorare: in assenza di norme sul diritto d'autore, le sue opere vennero pubblicate da altri senza il suo consenso. Nel 1802 si accinse a prepararne un'edizione completa, ma riuscì a curarne solo quattro volumi prima di ammalarsi nuovamente e morire.
La pubblicazione delle sue opere in 14 volumi, con editori diversi (Penada di Padova, Zatta e Andreola di Venezia), venne completata nel 1816; un'altra edizione in 26 volumi venne pubblicata a Firenze nel 1826-1827.

## Opere
- Pietro Metastasio
- La cieca nata, su books.google.it.
- Il cervo o sia il duca di Sabbioneta, su books.google.it.
- Errori d'un padre e d'un figlio
- I prestigi dell'oro, su books.google.it.
- Lo scultore e il cieco
- Enrico IV al passo della Marna
- La bugia vive poco
- Il buon giudice
- I pregiudizi dell'amor proprio, su books.google.it.
- Avviso a' mariti, su books.google.it.
- La cambiale di matrimonio (1791)
- Gli antichi Slavi ossia le Nozze dei Morlacchi (1793)
- La vedova di prima notte
- La pace del Pruth
- Il magistrato e l'amico
- Maria Teresa o sia la Dieta degli Ungheri
- Un caso impensato